# Cîroc
Cîroc är ett spritmärke. Produkten tillverkas i Frankrike av brittiska spritgruppen Diageo och säljs framför allt i USA. Råvaran består av vindruvor: mauzac blanc från Gaillac området och ugni blanc från Cognac. Cîroc marknadsförs som en exklusiv vodka.
Cîrocs framgångar på den amerikanska marknaden har lett till ett spritkrig inom EU. De traditionella vodkaproducerande länderna Sverige, Finland, Polen och Baltikum vill skydda egna vodkamärke och hävdar att vodka bara kan göras på säd eller potatis.